# Clumber spaniel
El Clumber Spaniel es una raza de perro de caza desarrollada en Gran Bretaña.

## Historia
No hay referencias antes de mediados del siglo XIX. Una teoría, que señala que esta raza es originaria de Francia, indica que el duque de Noailles durante la época de la Revolución francesa, y a causa de ésta, debió entregar su preciada perrera de spaniels al Duque de Newcastle, en el parque de Clumber en Nottinghamshire, Inglaterra, para evitar que fueran sacrificados, y a partir de dichos ejemplares se habría desarrollado esta raza. Otra teoría sostiene que ella fue desarrollada en Gran Bretaña a partir de las más antiguas razas de spaniels de caza, quizás cruzándolos con Basset Hounds o con Perro de San Huberto.
De todos modos, de lo que se está seguro es que esta raza adquirió su nombre del parque Clumber (Clumber Park), lugar donde el duque de Newcastle recibió estos perros. Además, se ha señalado que el guardabosque del duque, William Mansell, habría sido quien desarrolló y mejoró esta raza.
El príncipe Alberto, consorte de la reina Victoria, fue un fanático y promotor de esta raza, al igual que su hijo, el rey Eduardo VII, que los crio en la localidad de Sandringham, en Norfolk, Inglaterra.

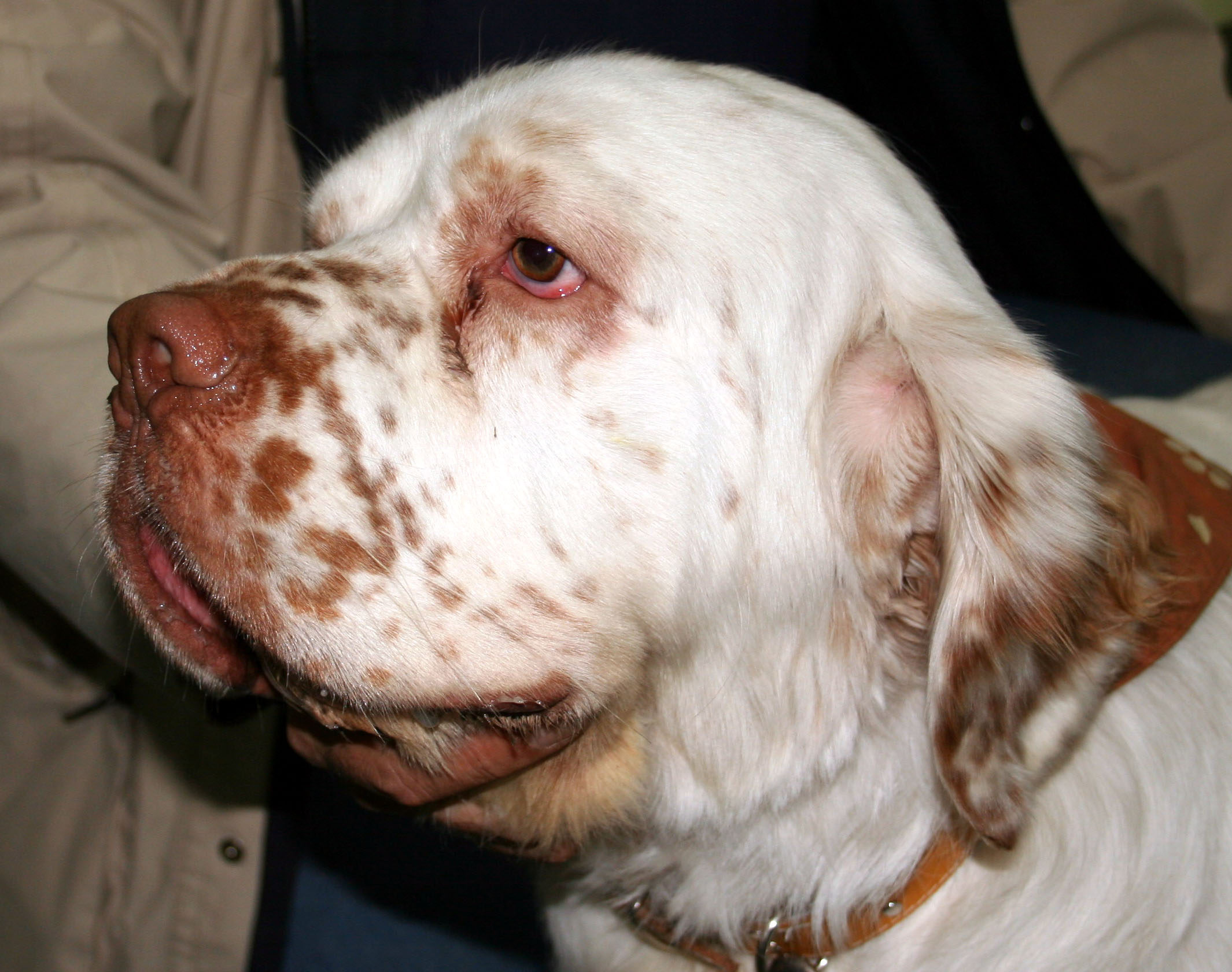
Clumber Spaniel.

La raza fue exhibida en Inglaterra desde 1859 en adelante. Existen algunas referencias sobre ésta en el diario de la reina Victoria, por ejemplo, el 16 de octubre de 1840 ella escribió: "Caminé hacia fuera directamente después del desayuno antes que Alberto fuera a tirar. Él tenía sus 7 finos Clumber Spaniels con nosotros y fuimos hacia las cuestas, con un divertido viejo guardabosque, Walters, para que yo pudiera ver como los perros encontraban su presa. Son unos perros muy estimados, agradables".
La raza no fue muy conocida en los Estados Unidos antes de los años 60. En 1844, Lieutenant Venables, un oficial del regimiento británico destinado en Halifax, Nueva Escocia, introdujo el Clumber Spaniel a Norteamérica. El primer Clumber Spaniel incluido en el registro del American Kennel Club data de alrededor de 1878 y el ejemplar se llamaba "Bustler", un perro blanco y anaranjado de propiedad de Benjamin Smith de Nueva Escocia.

## Temperamento
Es un eficiente perro de caza, aunque no es tan rápido como otros. Es excelente para la caza en las mesetas, y puede ser un buen perro retriever cuando está entrenado.
También puede ser un perro de compañía, pues posee un buen temperamento y es muy cariñoso con su dueño.

## Apariencia

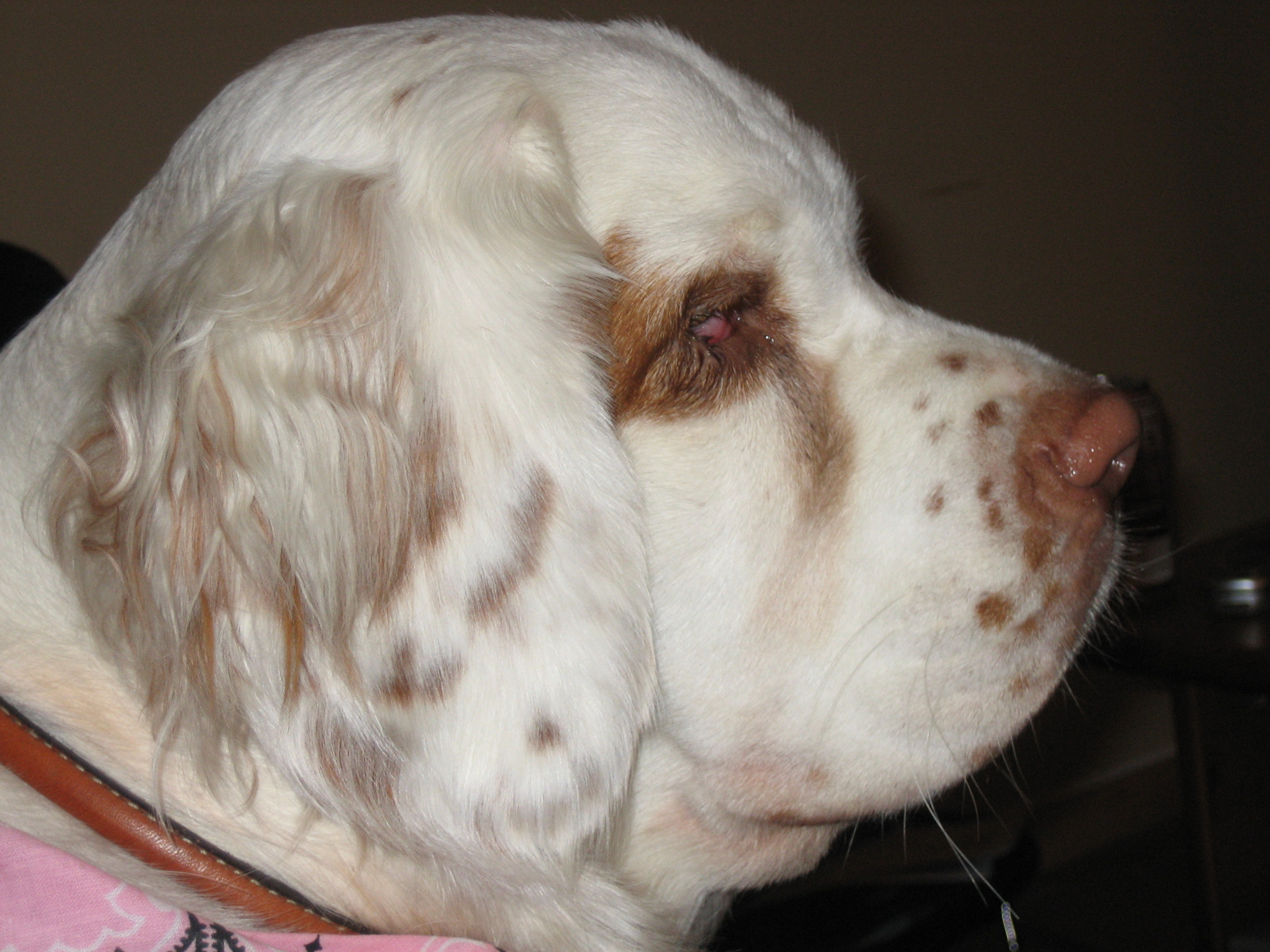
El Clumber Spaniel tiene una característica cabeza.

Tiene un cuerpo de tamaño mediano, alargado y pesado. Su talla va de 43 a 51 cm y su peso se sitúa en torno a los 35 a 38,5 kg .
Posee una cabeza grande, y orejas grandes, caídas y cubiertas de pelo. 
El pelaje es blanco, con manchas de color castaño, abundante y sedoso.
La cola es ligeramente larga y con abundante pelo.

## Salud
La displasia de cadera antiguamente fue un serio problema de esta raza. Diligentes programas de crianza han reducido considerablemente su ocurrencia en los últimos años.
Otras problemas de salud que pueden afectar al Clumber Spaniel son el entropión y el ectropión (afecciones relativas a los párpados) y el hipotiroidismo.